# トリップ (DD-33)
|          |                                                   |
| 艦歴     |                                                   |
| 発注     |                                                   |
| 起工     | 1910年4月12日                                     |
| 進水     | 1910年12月20日                                    |
| 就役     | 1911年3月23日（海軍） 1924年6月24日（沿岸警備隊） |
| 退役     | 1919年11月6日（海軍） 1931年4月15日（沿岸警備隊） |
| その後   | 1934年8月22日に売却                               |
| 除籍     | 1934年7月5日                                      |
| 性能諸元 |                                                   |
| 排水量   | 742 トン                                          |
| 全長     | 293 ft 10 in (89.6 m)                             |
| 全幅     | 26 ft 1? in (8 m)                                 |
| 吃水     | 9 ft 5 in (2.9 m)                                 |
| 機関     | 重油専焼缶4基                                     |
| 最大速   | 30.89ノット (57 km/h)                             |
| 乗員     | 士官、兵員83名                                    |
| 兵装     | 3インチ砲5門 30口径機銃2基 18インチ魚雷発射管6門  |

トリップ (USS Trippe, DD-33) は、アメリカ海軍の駆逐艦。ポールディング級駆逐艦の1隻。艦名はジョン・トリップ大尉に因む。その名を持つ艦としては2隻目。

## 艦歴
トリップは1910年4月12日にメイン州バスのバス鉄工所で起工した。1910年12月20日にジョン・S・ハイド夫人によって命名、進水し、1911年3月23日にボストン海軍工廠で艦長フランク・D・バーリエン大尉の指揮下就役した。
就役後トリップは大西洋水雷艦隊の一部隊として東海岸に配属された駆逐艦と潜水艦から成る艦隊に加わった。続く3年間、トリップは東海岸沿いに定期的な任務に従事した。1911年、トリップは公試を完了し、ニューポート沖、ボストンおよびバージニア岬での演習に参加した。南方海域への初の航海は1912年に行われた。1月3日にニューポートを出航し、11日後にグアンタナモ湾に停泊する。その後3ヶ月間、グアンタナモ湾およびメキシコ湾で訓練を行い、4月に北方に帰還、21日にボストン港に入港した。修理の後トリップは北東沿岸での訓練活動を再開した。1913年1月2日に南方に向けて出航、3ヶ月間に及ぶ戦術演習および砲撃訓練をグアンタナモ湾、グアカナヤボ湾で行った。4月14日にボストンに帰還、その年の残りをボストンおよびノーフォーク沖での作戦活動に費やした。
1914年も前年同様にカリブ海での戦闘訓練を行い、これは3月末まで継続した。しかしながら4月に入るとタンピコ事件が発生し、トリップはメキシコ沖に展開した。アメリカ軍の水兵および海兵隊員が21日にベラクルスに上陸、税関を占拠した。トリップはタンピコ沖に22日に到着、1週間に渡ってその一帯をパトロールし、敵の武器が陸揚げされるのを防いだ。5月1日にベラクルスに向けて出航し、同地でトリップは偵察および近辺で活動する戦艦、巡洋艦の支援を行った。月末にはメキシコ水域を離れ、31日にボストン港に入港した。
拡張オーバーホールが完了するとトリップは8月中旬から9月にかけてボストン海域で公試および訓練を行った。9月30日にニューポートに入港、1週間の作戦活動に従事し10月中旬にハンプトン・ローズに向けて出航、同海域およびリンヘヴン湾で一ヶ月に及ぶ演習に参加し、その後ボストンに帰還した。
12月から1915年1月の第3週までボストン海域で活動、1月26日にグアンタナモ湾に到着しカリブ海での冬季訓練を再開した。3月末に再び北に向かい、4月6日にボストンに到着する。北東沿岸で通常の艦隊行動に従事した後、10月23日にボストンに帰還した。およそ2ヶ月後の12月13日に、トリップは新たに創設された第2予備役小艦隊に加わる。1916年1月5日、「縮小人員活動駆逐艦」に指定され、27日にボストン海軍工廠で通常状態に置かれる。

### 第一次世界大戦
しかしながら、戦争の脅威はトリップの予備役を短期間のものとした。1916年7月25日、ボストンにおいて艦長ロイ・P・エミリッチ中尉の指揮下再び完全状態で就役する。続く8ヶ月間、トリップは沿岸での訓練に従事し、アメリカ合衆国の第一次世界大戦参戦に備えた。1917年4月6日にアメリカ合衆国は対独宣戦布告を行う。トリップは5月上旬まで訓練を続け、その後ボストンに帰還、海外派遣の準備を行う。
1917年5月21日、トリップはボストンを出航、イギリスに向かった。ニューファンドランド島のセントジョンズ訪問後、アイルランド南部のクイーンズタウンに到着、戦時におけるアメリカ海軍の主要な駆逐艦基地に入港した。燃料補給のため同地に留まり、補修を行った後6月5日に出航、初の偵察巡航を行う。トリップはクイーンズタウンを拠点として連合国の船団を護衛し、アメリカからフランスやイギリスに向かう航海の最終行程を担当した。トリップの活動海域はドイツ軍が1915年2月5日に設定したイギリス諸島周辺における交戦地帯と同一であり、高海艦隊のUボートの最盛期の狩り場でもあった。船団護衛に従事していなかったとき、トリップはクイーンズタウン周辺をパトロールし、可能な限り敵潜水艦を探知、破壊した。
トリップの確認されたUボートとの戦闘は一度きりであった。1917年9月18日、トリップはジェイコブ・ジョーンズ (USS Jacob Jones, Destroyer No. 61) と共にブレスト西方350マイルの海域を航行していた。02:00直後に、平行に逆走する潜水艦の潜望鏡を発見する。トリップは爆雷を投下したが、目に見える戦果を上げることはできず、東方に向かう船団と共に航行を続けた。その夜は別の戦い - 海との - を行う。激しい嵐に遭遇し、右舷の銃座を損傷する。トリップは船団護衛任務を達成、フランスのキブロン湾に入港し応急修理を行い、その後厳しい任務を再開した。
1918年、トリップは姉妹艦と共にゆっくりと敵を打ち破った。商船団は兵員と補給物資をフランスに運び、連合軍陸軍は確実に増強された。1918年の秋までに連合軍は同盟側に対して圧倒的な優勢を確立した。休戦協定が結ばれた11月11日、トリップはクイーンズタウンにあった。1ヶ月後、トリップはアイルランドを離れアゾレス諸島およびバミューダ諸島で燃料を補給、1919年1月3日にボストンに帰還した。東海岸沿いでの半年に及ぶ作戦活動の後、7月23日にフィラデルフィア海軍工廠に入渠、不活性化前のオーバーホールが行われた。1919年11月6日にトリップは退役し、フィラデルフィアで予備役に置かれた。

### 戦間期
トリップは5年間予備役に置かれた。1924年までに禁酒法のため、酒の密輸入が横行することとなる。沿岸警備隊の規模の小さな艦隊では酒の密輸を止めるという任務に応えることができなかった。カルビン・クーリッジ大統領は海軍の予備役駆逐艦の内20隻をもって沿岸警備隊を増強するという提案を行った。議会は1924年4月2日に必要な予算を認可した。沿岸警備隊員と海軍工廠の作業員達はトリップの船体をオーバーホールし、爆雷発射機および魚雷発射管、4連装機銃一基を撤去した。1924年6月7日、トリップは財務省に移管され、6月24日にCG-20としてジョン・H・コーネル沿岸警備隊少佐の指揮下就役した。その後4年間、「ラム・パトロール」の1隻としてニューロンドン沖の北東沿岸で活動した。
トリップは1929年1月5日にニューロンドンで限定就役状態に置かれる。その年の10月、ニューヨーク州ステープルトンに移動した。1930年1月から3月までニューヨーク海軍工廠でオーバーホールを行う。フロリダ州セントピーターズバーグ沖で1ヶ月間の砲術演習を行い、4月23日にステープルトンに帰還、沿岸での活動を再開した。12月18日、トリップはステープルトンを出航、フィラデルフィア海軍工廠に向かう。沿岸警備隊は1931年4月15日にフィラデルフィアでトリップを退役させ、5月2日に海軍に返却した。トリップは1934年までフィラデルフィアで予備役状態に置かれたのち、スクラップとして廃棄された。1934年7月5日に除籍され、8月22日にブルックリンのマイケル・フリン社に売却された。